# Edera Gentileová
Edera Cordialeová, provdaná Gentileová (30. ledna 1920 Turín – 4. dubna 1993 Tortorici), byla italská atletka, která startovala hlavně v hodu diskem. Reprezentovala Itálii na Letních olympijských hrách v Londýně (1948), kde získala stříbrnou medaili. V roce 1950 získala bronzovou medaili na Mistrovství Evropy v atletice.